# Willes Heide
Die Willes Heide ist ein ehemaliges Naturschutzgebiet in der niedersächsischen Gemeinde Drochtersen im Landkreis Stade.
Das Naturschutzgebiet mit dem Kennzeichen NSG LÜ 079 war 11,3 Hektar groß. Es war größtenteils Bestandteil des FFH-Gebietes „Wasserkruger Moor und Willes Heide“. Das Gebiet stand seit dem 16. Juli 1981 unter Naturschutz. Zum 17. Februar 2017 ging es zusammen mit dem Naturschutzgebiet „Wasserkruger Moor“ im neu ausgewiesenen Naturschutzgebiet „Kehdinger Moore“ auf. Zuständige untere Naturschutzbehörde war der Landkreis Stade.
Das ehemalige Naturschutzgebiet liegt im Kehdinger Land etwa zwischen Drochtersen und Hammah und stellt eine kleine, unkultivierte Hochmoorrestfläche des Kehdinger Moores im Übergangsbereich der Geest zur Marsch der Elbe unter Schutz. 
In der Mitte der Moorfläche befindet sich ein kleines Schlatt, das langsam verlandet. Der Bereich um das Schlatt ist weitgehend baumfrei. Zu den Rändern hin wächst Birkenmoorwald. Das Gebiet ist vollständig von landwirtschaftlichen Nutzflächen umgeben. In den Randbereichen sind Teile der umgebenden Grünlandflächen in das Naturschutzgebiet einbezogen. Im Süden wird das Gebiet von einem Wassergraben begrenzt, über den es in Richtung Elbe entwässert wird.